# Pilar Dibujito
Pilar Veiga (La Plata, 11 de abril del 2000), más conocida como Pilar Dibujito, es una artista visual e ilustradora argentina, conocida por sus trabajos de fusión de filatelia clásica con ilustración digital.
Su obra reinterpreta figuras y símbolos emblemáticos de la cultura popular de Argentina, desarrollando propuestas visuales en formatos como estampillas, postales, serigrafías y stickers.

## Biografía
Nació el 11 de abril del 2000 en La Plata, Buenos Aires. Es estudiante de diseño gráfico de la Facultad de Arquitectura, Diseño y Urbanismo (FADU) de la Universidad de Buenos Aires (UBA).

## Estilo y obra
En sus inicios, trabajando como tatuadora e ilustradora, exploró diversos estilos que abarcaron desde ilustraciones infantiles hasta propuestas con un carácter childlike. 
En 2022, la recuperación de una colección de estampillas de su padre, junto con el obsequio de un libro de coleccionismo por parte de su pareja, impulsó su interés en la temática filatélica. A partir de ese proceso, inició el proyecto Filatelia Argentina.

### ProyectoFilatelia Argentina

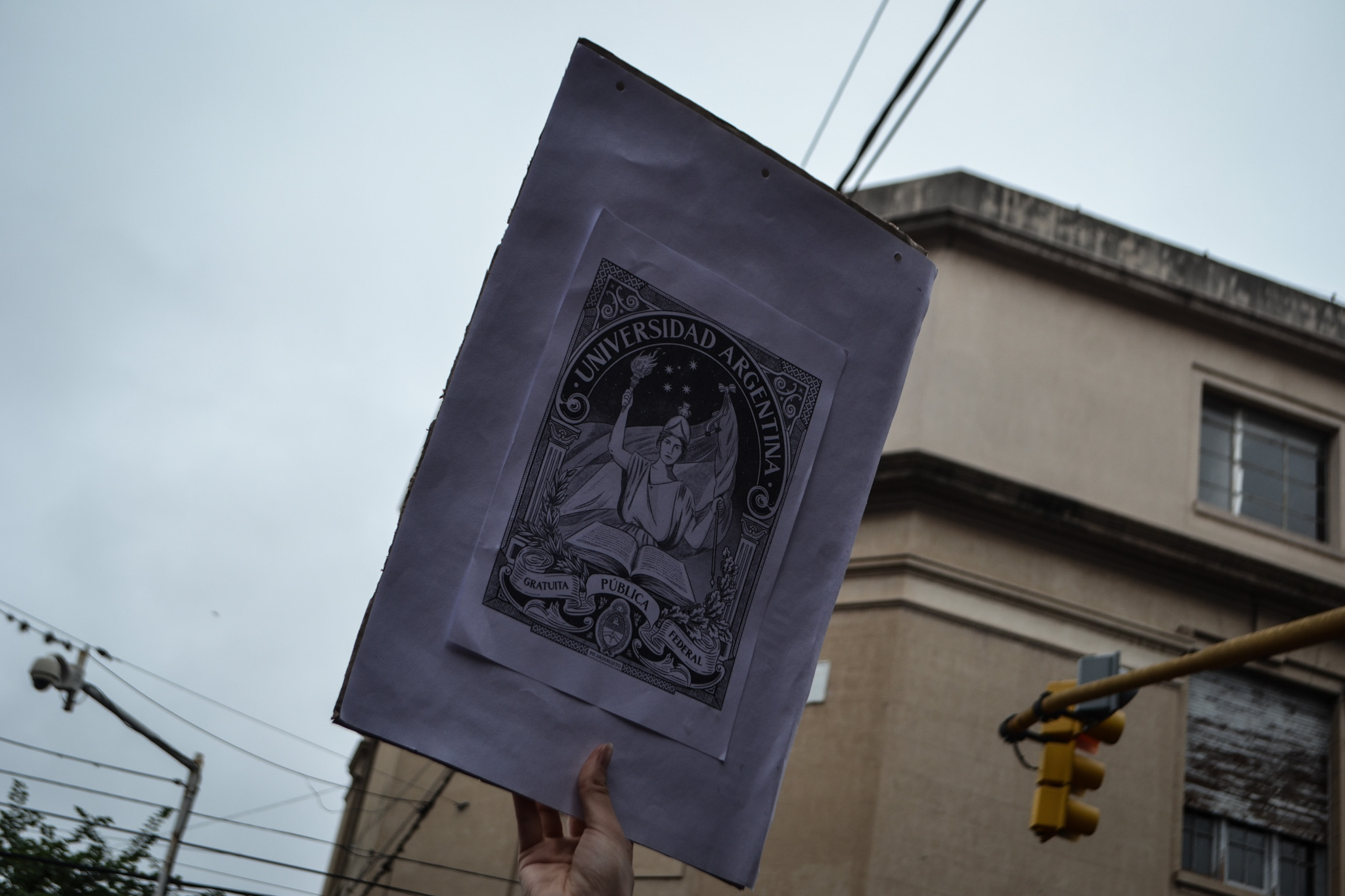
Estampilla de la universidad pública, utilizada en las manifestaciones estudiantiles de 2024.

En julio de 2022, Veiga inició su proyecto individual con la creación de su primera estampilla, inspirada en una pieza de correos de Chile. La obra, titulada Perfume de naranjo en flor, fue un homenaje a la canción del mismo nombre interpretada por Roberto Goyeneche.
El 4 de agosto del mismo año, presentó en redes sociales Eva, una estampilla con el retrato de perfil de Eva Duarte de Perón, representada con el Collar de la Orden del Libertador General San Martín. Desde entonces, ha trabajado en una serie de ilustraciones con figuras de la cultura argentina como Diego Maradona, Charly García, Sandro y Lionel Messi, replicadas por diversas figuras públicas como el músico Fito Páez, o el historiador argentino Felipe Pigna.
En el contexto de las protestas en Argentina de 2024, Veiga publicó Escudo Universitario Federal, una estampilla que tuvo amplia difusión y fue replicada en distintas manifestaciones en defensa de la educación universitaria pública y gratuita.
El 6 de diciembre de 2023, la Legislatura de la Ciudad Autónoma de Buenos Aires invitó a Veiga a participar en el acto 40 años de democracia en la Legislatura en reconocimiento a su trabajo en el proyecto Filatelia Argentina, particularmente por sus ilustraciones en homenaje a Madres y Abuelas de Plaza de Mayo.
A través de su obra, la artista expresa su interés por la representación de figuras y símbolos en formatos tradicionales como las estampillas. En sus propias palabras, su trabajo busca generar reflexión sobre la construcción de la identidad nacional y los personajes que la integran.
El 16 de agosto de 2024, las legisladoras Claudia Neira y Graciana Peñafort presentaron en la Legislatura de la Ciudad Autónoma de Buenos Aires un proyecto para declarar de interés cultural la obra de Veiga en el marco de Filatelia Argentina.
En diciembre de 2024, realizó la ilustración de la emisión postal navideña del Correo Argentino, por encargo de la institución. La presentación oficial se llevó a cabo el 11 de diciembre de ese mismo año en el Centro Cultural Néstor Kirchner.

### Índice Café con Dos Medialunas en Buenos Aires
En agosto de 2022, Veiga y Jeremías Madrazzo lanzaron el Índice Café con Dos Medialunas en Buenos Aires, un registro infográfico que documenta la variabilidad de precios del combo en diversos cafés de la ciudad. El proyecto busca reflejar cómo la inflación afecta el costo de vida en la Capital Federal en el contexto de las crisis económicas del país.
En 2023 y 2024, el índice fue actualizado con nuevos relevamientos. Aunque no se ha establecido una periodicidad fija para su publicación, ha generado interés en posibles ediciones futuras, incluyendo variantes como un Índice Choripán en Buenos Aires.

## Premios y reconocimientos
El 15 de agosto de 2024, el Concejo Deliberante de La Plata la distinguió como "Personalidad Destacada de la Ciudad" por el proyecto Filatelia Argentina.
El 20 de noviembre de 2024, el Gobierno de la Ciudad de Buenos Aires, junto a la Subsecretaría de la Mujer, le entregó el Premio Lola Mora a la Mejor Ilustradora del año, durante una ceremonia de reconocimientos en el Teatro Regio, donde se reconoció a mujeres por sus aportes en diversos ámbitos.